# اقدام کامل (بریکینگ بد)
«اقدام کامل» (انگلیسی: Full Measure) سیزدهمین و آخرین قسمت از فصل سوم مجموعهٔ تلویزیونی درام آمریکایی بریکینگ بد است. این قسمت توسط وینس گیلیگان نوشته و کارگردانی شده‌است، که برای نخستین بار در ۱۳ ژوئن ۲۰۱۰ از ای‌ام‌سی پخش شد.